# 中村大樹
中村大樹（日语：／ Nakamura Daiki，1962年12月25日—），日本男性配音員。出身於東京都。以前經歷ARTSVISION、81 Produce。身高170cm。A型血。

## 來歷、人物
高中時期（相洋高等學校）收看喜歡的電視劇《3年B組金八先生》和《熱中時代》期間而決定以當老師為職志。大學入學測驗失敗之後，本來是想進入預備學校就讀，但在此時看到寶映電視製作公司的旗下藝人養成所廣告正在招生新人。心想「如果我當上了演員的話，我比較想演老師的角色」，結果選擇了朝芝居的方向發展。
但經過10個月後，中村看到自己覺得很酷的或長相可愛的女同事都陸續離開時，說了一句「我為什麼會在這裡？」後，才開始認真專注學習他所選擇的芝居之路，並在演劇雜誌《Teatro》中找到了介紹劇團青社的相關文章，才加入了該劇團。從此以劇團團員身份參加舞台公演之外，1983年於電影動畫《宇宙戰艦大和號 完結篇》為路人配角（士兵C）獻聲而正式成為他的聲優業界出道作，直到1987年首播的電視動畫《星戰英豪》才成為中村他第一次為主要角色配音的作品。
1989年的另一部電視動畫《鎧傳》播出後使中村的聲名大噪，並在播出期間以自己聲演的主要角色名義組成5人聲優組合『NG5』。
除了從事配音工作之外，還有受邀前往聲優學校從事講師的工作以提攜後進新人。
興趣、特長：殺陣、拳擊。

### 特色
中村在配音業界出道後的初期，大多幫正統派的要角配音，進入1990年代後半開始，才逐漸轉向幫滑稽型的角色進行配音。包括還曾經為《勇者凱撒》的天空馬克斯或《勇者特急隊》的凱因等等勇者機器人角色獻聲，以及在《神秘智慧石》中則是一人飾演二角的方式為伽利略博士、伽利奧博士獻聲。

### 逸事
由於中村在《鎧傳》配音的角色伊達征士的設定表示很喜歡南瓜，因此他經常收到粉絲寄來的大批南瓜。可是中村本人並沒有非常喜歡南瓜，所以這件事讓他自己也覺得很困擾。
中村喜歡的言語是「真實」。原因是因為「如果我用真實的感覺背台詞時，一定可以演出一場很好的戲」。
中村從出道以來經常被一起合作參演的同事說「這才是大樹（中村）他的真面目」。而他評論自己說是不會當面秀出即興表演的人。但相反的，中村在進行動畫影集《百變金剛》角色的配音時，就曾經想出3種即興表演。
在動畫影集《百變金剛：重機械系列》讓中村感到遺憾的是，只有在最後一集為登場的角色陸上防衛戰士犀牛配音之後，該動畫就全面完結了。因此之後只要提到百變金剛系列，中村經常會說他個人最希望的是「我真的很想從該動畫系列的故事一開始進行配音，然後在續篇也是一樣從故事一開始的時候進行配音」。
與中村曾經同屬81 Produce的千葉繁因為跟他都住在事務所附近，因此無論是在公開場合或私下場合，2人都抱著彼此尊敬的態度和照顧。

### 爭議
2024年3月22日，中村原所屬的事務所81 Produce發表聲明稱已於3月21日解除與中村的契約關係，因中村個人開設並運營的私塾「夢工房」被檢舉存在權力騷擾、性騷擾及金錢糾紛等多件糾紛。

## 演出
粗體字表示主要角色。

### 電視動畫
1985年
- 福星小子
- 星空鐵衛

1986年
- 相聚一刻

1987年
- 星戰英豪（日语：赤い光弾ジリオン）（戴夫）
- 動畫三槍手（日语：アニメ三銃士）
- 機甲戰記威龍（通信兵）
- 妙手小廚師（實習生B 、關場武雄〈初代〉）

1988年
- 超能力魔美（中學生A）
- 極速悍將（日语：F (漫画)）
- 麵包超人（拳頭弟弟〈第2代〉、蘿蔔爺爺〈第2代〉）
- 鎧傳（伊達征士／光輪之征士）

1989年
- 偶像英里子傳說（綱野）
- 超能力魔美（美術社員、優介、佐木）
- 大耳鼠（大江山政男）
- 桃太郎傳說（龍神太郎、赤魔鬼）
- YAWARA！（不良B、部員A、男學生C）

1990年
- 麵包超人（銀色超人）
- 七龍珠Z（布）
- 勇者凱撒（天空馬克斯／三體合體神馬克斯）
- 黑色推銷員（日陰久利）

1991年
- 朱古力小精靈（日语：おばけのホーリー）（古奇）
- 機甲警察金屬傑克（阿古力·亮／銀傑克）
- 麵包超人（便當人）
- 21衛門（學生B、學生A、宅配機器人）
- 校園七大不可思議神秘事件（日语：ハイスクールミステリー学園七不思議）（中川吾郎）
- 太陽勇者（一平）
- 橫山光輝 三國志（劉備玄德）

1992年
- 龍馬英雄（日语：お〜い!竜馬）（桂小五郎）
- 蠟筆小新（1992～，川口）
- 麵包超人（鬼牌）
- 南國少年奇小邪（阿香）
- 餓狼傳說（比利·康恩（日语：ビリー・カーン））
- 幽☆遊☆白書（魁）

1993年
- 恐龍星球（菲勒·庫魯魯·菲勒羅）
- 劍勇傳說YAIBA（月影）
- 秀逗泰山阿達♡（羅德·梭多姆、尼德·梭多姆）
- 餓狼傳說2（金家藩）
- 叮噹貓
- 勇者特急隊（凱因／特體勇者／無敵勇者）

1994年
- 足球風雲（岩上順司）
- 機動武鬥傳G鋼彈（霍爾貝因少將 、坎塔·恩·達姆（日语：機動武闘伝Gガンダムの登場人物#コンタ・ン・ドゥール） 等）
- （7、旁白）
- 幸運超人（運動會人）
- 忍者亂太郎（椿丹十郎〈初代〉、大間締堅藏、新野老師〈新野洋一／代替〉）
- 美少女戰士S（ウコン）
- 勇者警察（怪盗萊耶）
- 紅色巴隆（シャドー）

1995年
- 愛莉絲偵探局（荒井警部、仁美、朗普的精靈、巨人、哈奇科、阿提拉大王、鄔特里全象）
- 怪盜Saint Tail（矢部）
- 新機動戰記鋼彈W（瓦克特士、奧達、醍醐·奧乃格准將 等）
- 空想科學世界（艾洛伊卡）
- 宇宙小毛球（東摩[10]）
- 夢幻遊戲（老師）

1996年
- 蒙面俠蘇洛傳（喬斯頓·麥嘉瑞）
- 機動新世紀鋼彈X（森慎吾（日语：機動新世紀ガンダムXの登場人物#シンゴ・モリ）、洛可可、假New Type）
- 玩偶遊戲（千石老師 等）
- 城市獵人：秘密任務（流氓）
- 哆啦A夢 (大山羨代版)（總長）
- 爆走兄弟Let's & Go!!（消防團長）
- 名偵探柯南（百貨公司挾持男子A）

1997年
- 小紅豆（島崎）
- 吸血姬美夕（龍次）
- 學級王山崎（婆婆大人）
- 麵包超人（採蜂爺爺〈初代〉）
- 小豬萬萬歲（山田先生）
- BURN-UP EXCESS（チイママ）
- 神奇寶貝（紳士）
- 烈火之炎（永井木蓮）

1998年
- 愛莉絲SOS（蘭）
- AWOL -Absent Without Leave-（日语：AWOL -Absent Without Leave-）（克里斯·謝里丹）
- 餓沙羅鬼（特務自衛隊員）
- 太陽之子 (BS版)（佩德羅）
- 超速搖搖（なるみ屋のおっちゃん）
- Night Walker -深夜徘徊者-（日语：Night Walker -真夜中の探偵-）（（警部）
- （萊姆）
- 神奇寶貝（安）
- 炸彈人 彈珠人爆外傳V（カールイボン）

1999年
- COLORFUL（日语：COLORFUL (漫画)）（刈谷）
- 危險調查員（約翰）
- 週刊故事樂園（日语：週刊ストーリーランド） 女警部·神宮寺葉子（江森宏治）

2000年
- 銀裝騎攻ORDIAN（日语：銀装騎攻オーディアン）（刀頭達也）
- 金田一少年之事件簿（岡持武則）
- 索斯機械獸（羅蘇）
- 麵包超人（旱芹弟弟）
- 忍者亂太郎（山左衛門〈第2代〉、市之介）
- 怪獸農場 ～圓盤石的秘密～（日语：モンスターファーム (アニメ)）

2001年
- 妙妙魔法屋（[11]、風神、山田無尾熊、霞的爸爸）
- 機巧奇傳（高杉）
- 沙漠的海賊！隊長庫珀（日语：砂漠の海賊!キャプテンクッパ）（畢特）
- 上班族金太郎（大川、廣播）
- 索斯機械獸III（史提夫·特洛斯）
- 幽浮寶貝（南瓜吉）
- 逮捕令 Second Season（柳川）
- （[12]）
- 第一神拳（伊藤貴明）
- PROJECT ARMS（兜光一）
- 神奇寶貝 雷公雷的傳說（科學家）
- 名偵探柯南（刑警A、明石彰）
- 怪獸農場 ～前往傳說之路～（ギンギライガー）

2002年
- 猴王五九（日语：アソボット戦記五九）（料理人）
- 犬夜叉（大蛇太夫）
- 人造人009 THE CYBORG SOLDIER（BG幹部）
- 哆啦A夢 (大山羨代版)（傑克的部下）
- 神奇寶貝超世代（亮）
- 洛克人EXE（雷電人）

2003年
- 原子小金剛 (2003年版)（海拉克里斯）
- 神秘智慧石（伽利略博士、伽利奧博士）
- 貯金大冒險（大福餅 等）
- 魁!! 天兵高校（相棒、相棒 等）
- 灰姑娘男孩（日语：シンデレラボーイ）（經紀人、卡羅）
- 走投無路危險爺爺（日语：絶体絶命でんぢゃらすじーさん）（爺爺）
- 麵包超人（ヒヤリケンシュタイン）
- 高橋留美子劇場（田島）
- 冒險遊記Pluster World（レジェンド）
- 名偵探柯南（隊員）
- 洛克人EXE AXESS（雷電人）

2004年
- 阿嘉莎·克莉絲蒂的名偵探白羅與瑪波（アフリック）
- 頭文字D Fourth Stage（末次徹）
- 火影忍者（山中井野的父親〈山中亥一〉）
- 光與水的女神（[ウィルフレッド·キム] 错误：{{Lang}}：無法辨識語言標籤 j（帮助））
- 妄想代理人（織田伸長）
- 馳風競艇王（日语：モンキーターン (漫画)）（鮎川喜一）
- 馳風競艇王V（鮎川喜一）
- 薔薇少女（男爵）
- 洛克人EXE Stream（雷電人）

2005年
- 神樣中學生（空）
- 新釋 真田十勇士 The Animation（日语：新釈 眞田十勇士）（本多上野介正純[13]）
- 忍者亂太郎（部長補佐、藤棚藤十郎、里芋行者〈第2代〉）
- 野坂昭如 戰爭童話集「我的防空洞（日语：ぼくの防空壕）」（友子的哥哥）
- 怪醫黑傑克（貴雄）
- 名偵探柯南（清水良太）
- 遊☆戲☆王 怪獸之決鬥GX（國崎康介）
- 洛克人EXE BEAST+（幻影閃電人）

2006年
- Keroro軍曹（初代）
- 史上最強弟子兼一（谷本夏的養父）
- 發條武士（日语：ぜんまいざむらい）（理容師、板前、百八匹犬屋）
- Tactical Roar（日语：タクティカルロア）（濱口）
- 怪醫黑傑克（官員）
- 變身公主（龍崎）
- MAJOR 2nd season（江頭哲文）
- 名偵探柯南（列车长）
- 雪之女王 The Snow Queen（蓋爾達的父親）
- 甦醒的天空 -RESCUE WINGS-（日语：よみがえる空 -RESCUE WINGS-）（恒松隆之）
- 流星之洛克人（キャンサー）

2007年
- 我們這一家（牙醫）
- 花鈴的魔法戒（主持人）
- 守護甜心！（相馬空海的爺爺）
- 帝托拉傳奇（禁克斯）
- 天元突破 紅蓮螺巖（達雅卡·里特納）
- 可愛小水滴（日语：ぷるるんっ!しずくちゃん）
- 魔人偵探腦嚙涅羅（管野廣志）
- 妙廚學生！美味香（日语：味楽る!ミミカ）（豬頭）
- 名偵探柯南（隊員、茂吉）
- MAJOR 3rd season（江頭哲文）
- MÄR 魔兵傳奇（王）
- 流星之洛克人 Tribe（キャンサー）

2008年
- 花漾明星KIRARIN STAGE3（監督）
- 骷髏13 (2008年版)（林奇）
- 守護甜心!! 心跳（相馬空海的爺爺）
- SCARECROWMAN THE ANIMATION（日语：スケアクロウマン）（吉姆）
- 楚楚可憐超能少女組（店長）
- 麵包超人（〈第2代〉）
- 超能力少女蘭（ヌシ）
- 名偵探柯南（染井彰吾）

2009年
- 決鬥大師Cross（赤龍）
- 發現·體驗·我喜歡巧虎！（のろりん）

2010年
- 閃亮雙胞胎（選手A）
- 可愛巧虎島 He So Ka（のろりん）
- 決鬥大師Cross Shock（弟）
- 火影忍者疾風傳（山中井野的父親〈山中亥一〉）
- 名偵探柯南（國分建彥）

2011年
- 丹特麗安的書架（略胖男）
- Dororon炎魔君 熊～熊燃燒（日语：Dororonえん魔くん メ〜ラめら）（老師、俵轉太郎、蝦天狗、雪崩小鬼）
- 小舞的魔法與家庭之日（日语：マイの魔法と家庭の日）（立海守）

2013年
- 聖鬥士星矢Ω（大地）
- 超速變形螺旋傑特（半田）
- HUNTER×HUNTER (新版)（威爾芬[14]）

2014年
- 神奇寶貝XY（艾迪）

2016年
- 見習神仙 秘密的心靈（鳩爺爺）
- 時間旅行少女 ～真理、和花與8名科學家～（亞歷山德羅·伏打[15]）
- 決鬥大師VSRF（老爺爺）

2017年
- 小魔女學園（伊耶提[16]）
- 咕嚕咕嚕魔法陣 (2017年版)（卡達利）
- Just Because！（泉瑛太的父親）

2018年
- 爆釣王（日语：爆釣バーハンター）（爆釣老人老爺爺[17]）

2019年
- KIRA KIRA HAPPY★ 打開吧！見習神仙精靈（鳩爺爺）
- MIX（間崎龍一）
- 麵包超人（柚子爺爺〈第3代〉）
- 名偵探柯南（梶木浩平）

2020年
- BORUTO-火影新世代-NARUTO NEXT GENERATIONS-（山中亥一）
- 哆啦A夢 (水田山葵版)（不喵子不喵夫老師、暗黑團）

2023年
- UniteUp! 眾星齊聚（清瀨錦左衛門）
- MIX 第二季 ～第二個夏天，邁向晴空～（間崎龍一）

### 電影動畫
1983年
- 宇宙戰艦大和號 完結篇（士兵C）

1988年
- 龍貓（農業車駕駛）

1990年
- 大耳鼠：愛莉活動大寫真（大江山政男）

1991年
- 亞爾斯蘭戰記（奇斯瓦特）
- 麵包超人：紅精靈的心跳月曆（日语：それいけ!アンパンマン とべ! とべ! ちびごん#それいけ!アンパンマン ドキンちゃんのドキドキカレンダー）（太鼓饅頭人、章魚燒人）

1992年
- 亞爾斯蘭戰記II（奇斯瓦特）
- 機動戰士鋼彈0083：吉翁的殘光（亞克拉姆·哈瑞達）

1994年
- 餓狼傳說 -THE MOTION PICTURE-（日语：餓狼伝説 -THE MOTION PICTURE-）（金卡法）
- J聯賽的享受100倍快樂的方法!!（日语：Jリーグを100倍楽しく見る方法!!）

1995年
- 哆啦A夢：大雄的創世日記（男性昆蟲人）
- 2112年哆啦A夢的誕生（時空巡邏隊隊員）

1996年
- 哆啦A夢：大雄與銀河超特急（宿主C）

1997年
- 哆啦A夢：大雄的發條都市冒險記（複製人熊虎鬼五郎D）

1998年
- 機動戰士鋼彈第08MS小隊：米拉的報告書（士兵A）

1999年
- 蠟筆小新樂園！Made in 埼玉（川口）
- 蠟筆小新：爆發！溫泉激烈大決戰（污垢達人博士〈青年時期〉）

2000年
- 哆啦A夢：大雄的太陽王傳說（士兵A）
- 皮丘與皮卡丘（戰舞郎）

2003年
- 蠟筆小新：風起雲湧 光榮燒肉之路（川口[18]）
- 名偵探柯南：迷宮的十字路（龍元）

2004年
- 名偵探柯南：銀翼的奇術師（中屋副操作士）

2006年
- 蠟筆小新：Amigo！森巴入侵計畫（川口）

2008年
- 劇場版 天元突破 紅蓮螺巖 紅蓮篇（達雅卡·里特納）

2009年
- 劇場版 天元突破 紅蓮螺巖 螺巖篇（達雅卡·里特納）

2012年
- 劇場版 火影忍者：忍者之路（山中井野的父親〈山中亥一〉）
- 名偵探柯南：第11位前鋒（榊良輔[19]）

2013年
- 劇場版 HUNTER×HUNTER -The LAST MISSION-（康吉爾[20]）
- 蠟筆小新：超級美味！B級美食大逃亡!!（川口）

2014年
- 蠟筆小新：大對決！機器人爸爸的反擊（川口）

2016年
- 蠟筆小新：爆睡！夢世界大作戰（川口〈廣志的夢中〉）

2017年
- 見習神仙精靈 引發奇蹟吧♪特普露與心跳神仙精靈界！（心靈仙人）

### OVA
1987年
- 真魔神傳（日语：魔神伝）（卓）
- 破邪大星彈劾凰（日语：破邪大星ダンガイオー）（基爾凱爾）
- 魔境外傳雷帝烏斯（日语：魔境外伝レディウス）（物售商A）

1988年
- 機動警察

1989年
- 機動戰士鋼彈0080 口袋裡的戰爭（接線員A、士兵A）
- MEGAZONE23 III（フラッガ機師）
- 鎧傳外傳（伊達征士／光輪之征士）
- 鎧傳 輝煌帝傳說（伊達征士／光輪之征士）

1990年
- A-Ko The VS／GRAY SIDE（警備員）
- 機動戰士SD鋼彈Mk-V（日语：機動戦士SDガンダム）（加布斯瑞、今殺驅）
- 幸福的形式（日语：しあわせのかたち）（志門）
- 綠山高校 甲子園篇（日语：緑山高校）（伊集院）

1991年
- INFERIUS惑星戰史外傳 CONDITION GREEN（日语：インフェリウス惑星戦史外伝 CONDITION GREEN）（奇斯·溫特）
- （五所瓦角）
- 大盜五右衛門 次元城的惡夢（日语：がんばれゴエモン 次元城の悪夢）（五右衛門）
- 機動戰士鋼彈0083：星塵回憶（男A）
- 拇指騎士（日语：サムライダー）（櫻田）
- 創龍傳（龍堂終）
- Money Wars ～被狙擊的海上渡假村計劃～（日语：マネーウォーズ）（相場剛）
- 鎧傳 MESSAGE（伊達征士／光輪之征士）

1992年
- 數列（日语：シークエンス (アニメ)）
- OZ（日语：OZ (樹なつみの漫画)）（警備隊長）
- 創世機士凱亞斯（日语：創世機士ガイアース）（伊塔爾·戴爾·拉巴德）
- 亂跑大戰！基因組獎盃（日语：スクランブル・ウォーズ 突走れ!ゲノムトロフィーラリー）（伊塔爾·戴爾·拉巴德）
- 三毛貓福爾摩斯之幽靈城主（宇田川和人）

1993年
- 亞爾斯蘭戰記 汗血公路（奇斯瓦特）
- 輾轉難眠的江戶！（日语：お江戸はねむれない!）（瓦版屋[21]）
- 代紋TAKE2 第II章（日语：代紋TAKE2）（矢野欣也）
- 超音戰士Borgman 2 -新世紀2058-（柯茲·嘉德納）

1994年
- 網中魚（日语：おさかなはあみの中）（東石龍之介）
- KEY THE METAL IDOL（菰田、工作人員、製作人）
- 湘南純愛組！（人妖）
- 埼玉暴走最前線 FLAG！不顧死活的青春!!（日语：フラッグ!）

1995年
- 亞爾斯蘭戰記 征馬孤影（奇斯瓦特）
- （松鄉勇）
- 黃金小子（上役A〈男性〉）
- 精靈使（日语：精霊使い）（出市）
- 沈默的艦隊（南波榮一）
- 生化獵人（日语：バイオ・ハンター）（警官）
- YAMATO2520（弗瑞克）

1996年
- 機動戰士鋼彈 第08MS小隊（MP）
- 電光快車俠（E2閃電流星號）
- 鐵腕女警（池內、薩拉曼德爾）
- 特務戰隊Shinesman（日语：特務戦隊シャインズマン）（中村司）
- 忍者龜 超人傳說篇（李奧納多）

1997年
- 工業哀歌排球男孩（日语：工業哀歌バレーボーイズ）（松井俊彥）
- 新機動戰記鋼彈W Endless Waltz（奧達）

1998年
- 骷髏13 ～QUEEN BEE～（巴納德）
- 沉默的艦隊（烏茲）
- 魔界轉生（金丸）

1999年
- 青山剛昌短篇集 夏日的聖誕老人（斯魯巴）
- SAMURAI SPIRITS 2 ～阿斯拉斬魔傳～（霸王丸）
- 兵蜂PARADISE（金星國王）

2000年
- 銀河英雄傳說外傳 螺旋迷宮（豪瑟·馮· 舒坦艾爾馬克）
- 快打旋風ZERO -THE ANIMATION-（薩德拉）

2001年
- Malice@Doll（日语：Malice@Doll）（@）

2003年
- 魔神凱撒 死鬥！暗黑大將軍（東旬、怪鳥將軍巴達拉）

2008年
- 頭文字D BATTLE STAGE 2（末次徹）

2010年
- Hello Kitty的冰雪女王（街上男子）
- Hello Kitty的三隻小豬（狼）

2011年
- 怪醫黑傑克 FINAL（Z[22]）

2012年
- 危險爺爺邪（日语：絶体絶命でんぢゃらすじーさん）（爺爺[23]）

2014年
- 旋風管家（卡門）[注 1]

### 遊戲
1994年
- Basted（日语：バステッド (ゲーム)）（凱因）

1996年
- （凱爾）
- 跳閃！2 阿羅哈男爵大傷腦筋之卷（卡皮坦·鈴木、星人、2）

1997年
- 3D侍魂（霸王丸、木偶♂、壞帝由加）
- 天外魔境 第四默示錄（日语：天外魔境 第四の黙示録）（艾克·柯林頓）

1998年
- 超能力大戰2012 ～Psychic Force 2012～（卡羅·貝魯夫隆特）
- 侍魂2 ～阿斯拉斬魔傳～（霸王丸）
- 新世代機器人戰記（日语：新世代ロボット戦記ブレイブサーガ）（三體合體神馬克斯、特體勇者／無敵勇者）
- 美莎的魔法物語（日语：ミサの魔法物語）（桐生崎忠彥）

1999年
- 空戰奇兵3 電子領域（奇斯·布萊恩）
- 超能力大戰2（卡羅·貝魯夫隆特）[注 2]
- 侍魂新章 ～劍客異聞錄 甦醒的蒼紅之刃～（霸王丸）
- （萊諾克斯）

2000年
- 日昇英雄譚R（日语：サンライズ英雄譚）（奧達、光輪的）
- 新世代機器人戰記2（日语：ブレイブサーガ2）（三體合體神馬克斯、凱因／特體勇者／無敵勇者）

2001年
- CAPCOM VS. SNK 2 MILLIONAIRE FIGHTING 2001（日语：CAPCOM VS. SNK 2 MILLIONAIRE FIGHTING 2001）（霸王丸）
- 超級機器人大戰α外傳（森慎吾、兵）

2002年
- SD鋼彈 G世代 NEO（奧達、瓦克特士）

2003年
- 頭文字D Special Stage（日语：頭文字D ARCADE STAGE）（末次徹）
- 貯金大冒險3 砂糖王國之謎（日语：コロッケ!3 グラニュー王国の謎）（大福餅）
- 洛克人EXE Transmission（日语：ロックマンエグゼ トランスミッション）（劍人）

2004年
- 貯金大冒險Great 時空的冒險者（日语：コロッケ!Great 時空の冒険者）（大福餅）
- 貯金大冒險4 金幣森林的守護神（日语：コロッケ!4 バンクの森の守護神）（天才爺爺）
- 闇影之心II（雷尼·卡提斯）
- 火影忍者 木葉的忍者英雄們2（山中井野的父親〈山中亥一〉）

2005年
- 貯金大冒險DS 天空的勇者們（日语：コロッケ!DS 天空の勇者たち）（大福餅）
- 闇影之心：來自新世界（雷尼·卡提斯）
- 新世紀勇者大戰（日语：新世紀勇者大戦）（特體勇者／無敵勇者）

2006年
- 走投無路危險爺爺DS ～危險大騷動～（日语：絶体絶命でんぢゃらすじーさんDS〜でんぢゃらすセンセーション〜）（爺爺）
- 薔薇少女 決鬥的圓舞曲（男爵）

2007年
- 薔薇少女 天使庭園（男爵）

2008年
- 超級機器人大戰Z（森慎吾、DC兵）

2009年
- SD鋼彈G世代 WARS（森慎吾）
- 美德傳奇（巴瑞）

2010年
- 美德傳奇f（巴瑞）

2011年
- 第2次超級機器人大戰Z 破界篇（達雅卡·里特納 等）
- 無盡傳奇（伊夫里特）

2012年
- 第2次超級機器人大戰Z 再世篇（達雅卡·里特納）
- 天才爺爺與千位朋友（日语：でんぢゃらすじーさんと1000人のお友だち邪）（爺爺、G）

2013年
- 超級機器人大戰Operation Extend（羅蘇）
- 妖精劍士f（龍心[24]）

2014年
- 第3次超級機器人大戰Z 時獄篇（達雅卡·里特納）

2015年
- 憂世之志士（日语：憂世ノ志士・憂世ノ浪士）（中岡慎太郎）
- 憂世之浪士（中岡慎太郎）
- 第3次超級機器人大戰Z 天獄篇（達雅卡·里特納）
- 妖精劍士f ADVENT DARK FORCE（龍心[25]）

2017年
- 碧藍幻想（霸王丸[26]）
- 超級機器人大戰V（凱因／特急勇者／無敵勇者）

2018年
- 超級機器人大戰X（凱因／特急勇者／無敵勇者、達雅卡·里特納）

2019年
- 超級機器人大戰T（凱因／特急勇者／無敵勇者）
- 侍魂（霸王丸）
- 拳皇全明星（霸王丸）

2020年
- 劍魂VI（霸王丸）

2022年
- 拳皇XV（霸王丸）

### 外語配音

#### 電影
- 紐約大地震（英语：Aftershock: Earthquake in New York）（Nicholas）※富士電視台版。
- 我們要活著回去（英语：Alive (1993 film)） ※VHS版。
- 波羅的海風暴（英语：Baltic Storm）
- 比佛利山威龍（喬伊·華盛頓〈克里斯·洛克〉）
- 火爆教頭（英语：Blue Chips）（Neon Boudeaux〈沙奎爾·奧尼爾〉、Mitchell）※VHS版。
- 彗星來的那一夜（英语：Coherence (film)）（Kevin〈Maury Sterling〉）
- 知法犯法 (2000年電影)（Mike〈吳彥祖〉）
- 殺戮賭場（英语：Croupier (film)）
- 李小龍傳（李小龍〈李截〉）
- 終極警探2（Thompson〈Peter Nelson〉、O'Reilly、記者）※富士電視台版。
- 真愛向前行（英语：Disappearing Acts）（Vinney〈Michael Imperioli〉）
- 不間斷殺機（英语：Emmett's Mark）（Jonas〈Nikolaj Lie Kaas〉）
- 江湖大嫂（潘中堅〈杜汶澤〉）
- 以毒攻毒（英语：Exit Wounds） ※DVD版。
- 劫獄行動（Mercy〈Jon Foo〉）
- 鳳凰號（Sammi〈Jacob Vargas〉）
- 賭城風雲（牛必勝〈杜汶澤〉）
- Future Shock (1993年電影)（Steve〈Sam Clay〉）
- 星際總動員（英语：Galaxis）（Jed Sanders〈John H. Brennan〉）
- 眾神與野獸（克雷頓·布恩〈布蘭登·費雪〉）
- 驚天動地60秒（提米·“坦布拉”·坦穆爾〈斯科特·凱恩〉）※DVD版。
- 賭命狂花（英语：Guncrazy）（Tom〈Rodney Harvey〉）※VHS版。
- 漢密頓[需要消歧义] ※VHS版。
- 辣手神探
- 別有洞天（Sam〈Dulé Hill〉）
- 小鬼當家3 ※富士電視台版。
- 異種大海怪（英语：Humanoids from the Deep (1996 film)）（Matt〈Justin Walker〉）
- 勇闖魔鬼城（英语：If Looks Could Kill (film)）（Michael Corben〈Richard Grieco〉）※VHS版。
- Isolation (2015年電影)（Creighton Masterson〈Luke Mably〉）
- 侏羅紀公園（Henry Wu〈黃榮亮〉）
- 最後決戰（英语：Le Dernier Combat）（Sandoval〈David Hemblen〉）
- 外籍兵團（Viktor）※VHS、DVD版。
- 我想要回家（英语：Lost Embrace）（Joseph Makaroff〈Sergio Boris〉）
- 機槍教父（Donnie〈邁克爾·珊農〉）
- 桃太郎大顯神威（木之仙人）
- 麥爾坎·X（Sidney〈Ernest Lee Thomas〉）
- 神氣活現2（Jason Williamson／Prince William〈William Ragsdale〉）※VHS版。
- 火星任務（菲爾·奧枚爾〈傑瑞·奧康內爾〉）
- 蒙古死亡蠕蟲（英语：Mongolian Death Worm (film)）（工廠長）
- 炮製女朋友（林祖〈鄭伊健〉）
- 戰略高手（英语：Out of Sight）（格倫·麥可斯〈史提夫·扎恩〉）※日本電視台版。
- 還我本色（英语：Panther (film)）（Cy〈Tyrin Turner〉）※VHS版。
- 最後單身派對（英语：Queens Logic）（Vinny〈Tony Spiridakis〉）※VHS版。
- 搖滾巨星（英语：Rock Star (2001 film)） ※VHS、BD版。
- 都是愛情惹的禍（Magnus Buchan〈Stephen McCole〉）※影碟版。
- 少林足球
- 地球入侵者（英语：Space Marines (film)）（Hot Rod〈Ed Spila〉）
- 忍者龜III（英语：Teenage Mutant Ninja Turtles III）（李奧納多〈Brian Tochi〉）
- 魔鬼終結者3 ※日本電視台版。
- 猛虎島（坎特維爾〈湯姆·蓋里〉）
- 攀越冰峰（英语：Touching the Void (film)）（Richard Hawking）
- 圍城13天：阿拉莫戰役（威廉·B·特拉維斯（英语：William B. Travis）〈派翠克·威爾森〉）
- 獸性大發（英语：The Animal）（Miles〈Guy Torry〉）
- 吹夢巨人（Maidmasher〈Ólafur Darri Ólafsson〉）
- 白髮魔女2（封俊傑〈陳錦鴻〉）※VHS版。
- 星際快閃黨（亞瑟·鄧特〈馬丁·費里曼〉）
- 冰上特攻隊（英语：The Mighty Ducks）
- 小子難纏4（英语：The Next Karate Kid） ※DVD版。
- 三角形（英语：The Triangle (film)）
- U-571 ※朝日電視台新錄製版。
- 梵蓓娜（英语：Vampirella (film)）
- 凡赫辛（維克多博士〈薩繆爾·韋斯特（英语：Samuel West）〉）※影碟版。
- 破繭天魔（喬許·艾克曼〈東尼·克蘭〉）

#### 電視影集
- 艾莉的異想世界
- 降魔勇士（英语：Conan the Adventurer (1997 TV series)）（Martin〈Scott MacDonald〉）
- Ed（英语：Ed (TV series)）
- 鐵證懸案 (第3季)
- 孔子（冉伯牛）
- 急診室的春天 (第9、10季)（Eddie Dorset醫師〈Bruno Campus〉）
- 歡樂滿屋 (第8季／The Final)（山姆）
- 歡樂家庭 (第3季)（Jordan〈Butch Hartman〉）
- 執法悍將（Arnoldi）
- 金剛戰士（傑森·李·史考特／紅衣戰士（英语：Jason Lee Scott）〈Austin St. John〉[注 3]）
- 神探阿蒙 (第2季)
- 納什大橋（英语：Nash Bridges）
- 重返犯罪現場：洛杉磯 (第3季)（Alex Elmslie〈Douglas Weston〉）
- 重返家鄉（英语：Providence (TV series)）（Howie Mandel〈Howie Mandel〉）
- 紅矮星號
- 銀河前哨（朱利安·巴希爾（英语：Julian Bashir）〈亞歷山大·希迪格〉[注 4]）
- 時間裁縫師（英语：The Time in Between (TV series)）（Félix Aranda〈Carlos Santos〉）
- 雙峰 (第3季)（Jerry Horne〈David Patrick Kelly〉）
- 夢幻戰警（J. B. Reese〈凱文·貝肯〉）
- 原野飆龍 (第3季)（英语：The Young Riders）（Michael）

#### 動畫
- 家有阿貴（賭徒弟）
- 蝙蝠俠：智勇悍將（Adam Strange）
- 火星鼠騎士（英语：Biker Mice from Mars）（Mode）
- 大金剛 (1999年電視動畫)（英语：Donkey Kong Country (TV series)）（Bluster Kong）
- 森林泰山（英语：George of the Jungle (2007 TV series)）（旁白）
- 神探加傑特 (1983年電視動畫)
- 鋼鐵人 (1994年電視動畫)（Clinton Barton／Hawkeye、Tornado）
- 奪寶奇謀（Jodofa）
- 辛普森一家（Clancy Wiggum署長 等）
  - 辛普森一家大電影（Clancy Wiggum署長[注 5]、NASA作業員）
- 忍者龜 (1987年東京電視台版)（Leonardo）
  - 忍者龜 (2003年版)（究極忍者）
- 湯瑪士小火車（Renias、農場的McCall先生、管理中心人員）※NHK教育、東京電視台版。
  - 湯瑪士小火車電影：藍山礦場的秘密（Renias）
- 變形金剛系列
  - 變形金剛：重機械系列[注 6]（陸上防衛戰士犀牛、坦克）
  - 變形金剛（陸上防衛戰士犀牛）
  - 變形金剛進化版（萬能攪）
- X戰警 (1994年東京電視台版)（Archangel）

### 特攝影集
- 超光戰士山齊里奧（1996年，旁白、的聲音）
- 鐵甲小寶（1997年，金龜次郎的聲音）
- B-Robo Kabutack 聖誕夜大決戰!!（1997年，金龜次郎的聲音）
- 救急戰隊GOGOV（1999年，冥王吉爾菲瑟的聲音）
- 救急戰隊GOGOV 衝突！新出現的超戰士（1999年，冥王吉爾菲瑟的聲音）
- 烈車戰隊特急者（2014年，的聲音）

### CD

#### 廣播劇CD
- INFERIUS惑星戰史外傳 CONDITION GREEN（日语：インフェリウス惑星戦史外伝 CONDITION GREEN）（奇斯·溫特）
- Weiß kreuz Dramatic Image Album III SCHWARZ I（魯道夫·李希特）
- 有聲書（島田真夢的父親）
- 熱血物語（瀧邦夫）
- 英雄傳說III 白髮魔女（羅迪）
- 王都妖奇譚（日语：王都妖奇譚）（物部廣高）
- 機動戰士鋼彈 第08MS小隊 REPORT.1 所需時間3小時23分（整備兵A）
- 侍魂新章 ～劍客異聞錄 甦醒的蒼紅之刃～（霸王丸）
- 高機動幻想 ～嶄新之行軍歌～（日语：ガンパレード・マーチ 〜新たなる行軍歌〜）（芝村準龍師）
- 超能力大戰2012 ～Psychic Force 2012～（日语：サイキックフォース）（卡羅·貝魯夫隆特）
- 魁!! 天兵高校 特別篇（相棒 等）
- 雷鳥神機隊秘密基地（葛頓·特雷西）
- CD劇場 勇者鬥惡龍IV（日语：CDシアター ドラゴンクエスト）（克里夫特）
- 快打旋風II 復仇的戰士（納修（日语：ナッシュ (ストリートファイター)））
- 精靈使（日语：精霊使い）（出市）
- 劇場版 天元突破 紅蓮螺巖 紅蓮篇 DVD特典廣播劇CD（達雅卡·里特納）
- 廣播劇CD （東翔）
- 倒凶十將傳 廣播劇CD 魔王的心臟（貧狼）
- WORKING!!（音尾兵吾）
- High school aura buster（日语：ハイスクール・オーラバスター）（咸月陣）
- Mr.FULLSWING（辰羅川信二）
- 八神庵Original Drama 夕陽與月 ～Prologue～（桑原）
- 勇者特急隊（特體勇者）

#### BLCD
- 中（東石）
- 重指先（岸本仁司）
- 豪華客船上戀情開始了4（貝里尼）
- 月齡·15 不穩分子定數 ～聖戰～（日吉佑司）
- 這裡是極星旅行社喔!!（津田）
- 3（泰彥）
- 勝負的時候在於…運氣吧？（日语：勝負は時の…運だろ?#ドラマCD）（赤堀七）
- 託生君系列（日语：タクミくんシリーズ） 春風（野崎大介）
- Double Heart（隆·亞歷山大）
- BE HAPPY！ ～常盤家的人們～（常盤過）
- 富士見二丁目交響樂團（飯田弘）
  - 紅靴瓦爾茲
  - 第2部 外傳 八月十二日（晴天）

#### 音樂CD
- ACT #1 獨唱專輯
- 賢者的選擇 獨唱專輯
- 形象專輯
- 小說 ～Roman～ 獨唱專輯
- 鎧傳系列（伊達征士／光輪之征士）
  - 鎧傳 不讓你入眠
  - 鎧傳 BEST FRIENDS
  - 廣播劇CD 鎧傳 天空傳
  - 廣播劇CD 鎧傳 水滸傳
  - 廣播劇CD 鎧傳 光輪傳
  - 廣播劇CD 鎧傳 月

### 電影
- 帝都物語（1988年，東寶）－聲音出演
- 櫻之雨（日语：桜ノ雨#実写映画）（2016年，AMG ENTERTAINMEN（日语：AMGエンタテインメント））

### 電視節目
- Ani×Ani！（日语：アニ×アニ!）（東京電視台）－動畫《走投無路危險爺爺（日语：絶体絶命でんぢゃらすじーさん）》主角爺爺的聲音
- 閃電十一人GO×紙箱戰機 秋季爆熱合體特別篇!!（東京電視台）－動畫《走投無路危險爺爺》主角爺爺的聲音
- 早安競技場、早安競技場POP（東京電視台）－《走投無路危險爺爺》主角爺爺的聲音
- 早安攝影棚（日语：おはスタ）（東京電視台）－
- （東京電視台）－動畫《走投無路危險爺爺》主角爺爺的聲音

### 旁白
- CosmicFront☆NEXT（日语：コズミックフロント☆NEXT）（NHK BS Premium）
  - 「金！大宇宙探」（2015年）
- 日立 發現世界不可思議的地方！（日语：日立 世界ふしぎ発見!）（TBS）
- （NHK教育）
- 名言寄席（日语：名言寄席）（東京電視台）

### 舞台
- Fade劇場公演「All-ways ～again」（2011年）－克蘭西·威加姆署長
- 劇團東京Triangle第4回正式公演「父？」（2016年）
- 劇團軌跡公演
  - 第4回番外公演「煙目」（2013年）
  - 第23回公演「見果夢」（2015年）
  - 第27回公演「！。」（2017年）

### 其它
- 那些年我們聽過的歌曲（日语：あの歌がきこえる）
- 兒童布偶劇場（日语：こどもにんぎょう劇場）
  - 「大工與鬼六」（大工）
- 變形金剛 賽博坦軍團大百科／Destron軍團大百科 電視廣告（萊諾克斯）
- （動畫《走投無路危險爺爺》主角爺爺的聲音）
- 小學館 會動的數位漫畫「天才爺爺（日语：絶体絶命でんぢゃらすじーさん）」（爺爺）
- G-SAVIOUR（安迪·星克雷亞）

## 腳註

## 外部連結
- 中村大樹｜81 Produce （页面存档备份，存于） （日語）